# NGC 4651
NGC 4651 é uma galáxia espiral (Sc/P) localizada na direcção da constelação de Coma Berenices. Possui uma declinação de +16° 23' 37" e uma ascensão recta de 12 horas, 43 minutos e 42,5 segundos.
A galáxia NGC 4651 foi descoberta em 30 de Dezembro de 1783 por William Herschel.